# Cangjan Gyaco
Cangjang Gyaco (tibeti: ཚངས་དབྱངས་རྒྱ་མཚོ, wylie: tshangs-dbyangs rgya-mtsho), (1683. március 1. – 1706. november 15.) a hatodik dalai láma. A monpa származású spirituális vezető az Urgelling kolostorban született 5 km-re az indiai Tavang várostól, a Tavang kolostor közelében, a mai Arunácsal Prades északnyugati részén.
"Magas intelligenciája volt, liberális volt a hibákhoz, szerette az örömöket, a bort és a nőket" és nagyvilági életet folytatott. Csinghaj közelében elveszett a nyoma 1706-ban, feltehetően útban Peking felé meggyilkolták. A 6. dalai láma verseket és dalokat írt, amelyek nem csupán a mai Tibet területén népszerűek a mai napig, de Kína szerte egyaránt.

## Életével kapcsolatos történetek és legendák

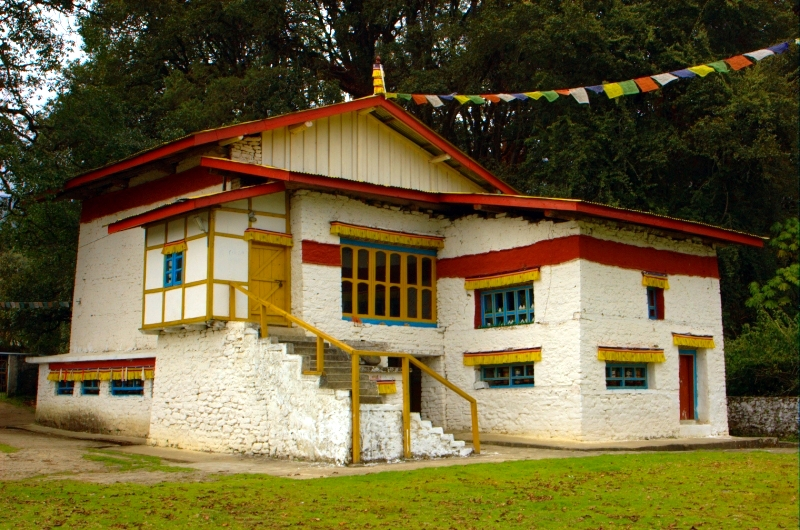
A 6. dalai láma szülőhelye: az Urgelling kolostor, Tavang város, A.P., India

Cangjang 1683. március 1-jén született Tavang városban (ma Arunácsal Prades, India) Tasi Tendzin láma, Pema Lingpa rokona, és Cevang Lhamo monpa lány házasságából.
Cangjang Gyaco életéről és haláláról számos történet és legenda kering. A születéséről úgy tartják, hogy édesanyja Cevang több csodát is átélt szülés előtt. Egy hónapos terhes volt, amikor rizsszemeket hántolt egy kőmozsárban, amikor legnagyobb meglepetésére víz gyűlt a mozsárba. Egy másik alkalommal, amikor vizet ivott egy ivóhelyen, víz helyett tej tört a felszínre. Azóta azt a helyet úgy nevezik, hogy Oma-Cikang, vagyis „tejes víz”.
Születéskor a Szandzse Tendzin nevet kapta. Születésétől kezdve elutasította az anyatejet, majd a feje felpuffadt egy fertőzés következtében és alig bírta kinyitni a szemeit. A segítségére érkező kuruzsló tisztító szertartást végzett nála és azt mondta, hogy a nevét változtassák Ngavang Gyacóra. A gyógyulását a régens annak tudta be, hogy a dalai láma saját védőistensége, a Dordzse Dakpa sietett segítségére. A nagyapja álmában folyamatosan védelmező mennyei alakok jelentek meg, az édesanyja álmában egy nagy csoport ember érkezett, hogy elvigyék a fiút, a nagyanyja álmában két fiú ragyogott az égen.

## Történelmi háttér
Annak ellenére, hogy az 5. dalai láma Loszang Gyaco 1682-ben halt meg, a régens Desi Szangje Gyaco (wylie: sangs rgyas rgya mtsho) a halálát titokban tartotta – részben azért, hogy biztonságban folytathassa a kormányzást, részben pedig azért, hogy időt nyerjen a Potala palota befejezéséhez. A szerzetesek az új dalai láma utáni keresésüket Tibet területére korlátozták, és csak később sikerült rátalálniuk Tibeten kívül egy völgyben, amelynek neve „ling”-re végződött. Minden helyet felkerestek Tavang városban is – Urgyanling, Szangeling és Corgeling városrészeket.
A Potala hatósági emberei elvitték a dalai lámát Urgyanlingből, az édesanyjától 1697-ben. Tavangból Lhászába hét napig tartott az út, amelynek az első éjszakáját Cona (A Cuona-tó közelében) településen töltötték, ahol Cangjang lányokkal aludt. A szigorú tibeti buddhista szabályoknak folyamatosan ellenszegült és később az alkohol rabjává is vált. Miután megérkeztek Szangje Gyaco delegációt küldött a Kanghszi császárhoz Kínába 1697-ben, hogy bejelentsék, hogy az 5. dalai láma meghalt és a 6. dalai lámára már rá is leltek.
A régens meghívta az 5. pancsen lámát, Loszang Jesét, hogy járuljon közre a srámanera (papnövendék) eskütételnél, amely során a fiú felvette a Cang Gyaco nevet. 1697. októberben Cangjang Gyacót hivatalosan is felavatták 6. dalai lámaként.
1705-ben Loszang kán megölette Sangje Gyacót, amely nagyon felháborította az ifjú dalai lámát, aki egyből hátrahagyta tanulmányait és a pancsen lámához sietett Sigacébe, hogy visszavonja srámanera esküjét.

## Élete dalai lámaként
Dalai lámaként Cangjang kitűnő verseket és dalokat írt, amelyek azonban gyakran szembe mentek a gelug tibeti buddhista iskola irányelveivel. Úgy döntött például, hogy az 5. pancsen lámának srámanera esküt ad, ahelyett, hogy teljes szerzetesi esküt tett volna. A pancsen lámának, a Tasilhunpo kolostor apátjának azonban sikerült lebeszélnie őt erről.
Cangjang Gyaco olyan életet élt, amelynek részét képezte az ivászat, a nők és a férfiak társasága, és a szerelmi költészet. Felkereste az 5. pancsen lámát Sigacében, hogy elnézést kérjen tőle és visszavonta papnövendék esküjét is. Elrendelte a lhászai Tromzikhang palota felépítését.
Cangjang Gyaco mindig is visszautasította a szerzetesi életvitelt, jóllehet a dalai láma címet nem tagadta meg sosem. Világi öltözéket viselt és a járművek és a lovagolás helyett jobban szeretett gyalog járni. Csak a dalai lámák ideiglenes előjogaival élt. Előszeretettel látogatott el a parkokba és az éjszakát gyakran Lhásza utcáin töltötte borozgatva, énekelve, nők társaságában. Cangjang végül egy Potala palota melletti parkon felállított sátorba vonult vissza. A parkokba történő kiruccanásaival 1702-ben hagyott fel, ugyanis a tanulmányai ezt megkövetelték tőle.

## Elfogása és eltűnése
A dalai láma viselkedésére hivatkozva, és a szövetségesei beleegyezésével a kínai Kanghszi császár, Loszang kán és a khosutok kánja 1706. június 28-án megölték a régenst és elrabolták a 6. dalai lámát.. 1707-ben Loszang kán egy 25 éves lámát, Ngavang Jesej Gyacót nevezte ki új dalai lámának, akit úgy nevezett, hogy az „igazi dalai láma”. A gelug iskola elöljárói és a tibeti emberek elutasították az új dalai lámát, és továbbra is Cangjangot tartották az igazi lámának. Ettől függetlenül a tibetiek Avalókitésvara bódhiszattva egyik megtestesülésének tekintik Ngavang Jesej Gyacót.
Cangjang írt egy költeményt az út során, amikor az országból hurcolták el, amely állítólag a következő újjászületését meséli el:
„Fehér daru add kölcsön a szárnyaidat. Nem szállok majd messzire. Lithangból visszatérek majd.”
Cangjang rejtélyes módon tűnt el Csinghaj közelében 1706. november 15-én, emiatt nincs síremléke sem a Potala palotában. Egyes legendák szerint csak elmenekült és titokban élt tovább valahol Kína és Mongólia között.
A dzsungárok 1717-ben megszállták Tibetet és megölték Loszang kánt. Cangjang után a következő dalai láma Kalszang Gyaco lett, aki Lithang városban született.

## Magyarul megjelent művei
- Tudást Őrző Tiszta Tenger. Tibeti dalok / Népdalok / Cangjang-gjaco dalai láma dalai; vál., tibetiből prózaford., utószó Sári László, ford. Rab Zsuzsa; Európa, Bp., 1984
- Lelked szélfútta madártoll. Cangjang-gjaco, a 6. dalai láma szerelmes versei; ford. Sári László, utószó Sári László; Írás, Bp., 1999
- Lelked szélfútta madártoll. A 6. dalai láma szerelmes versei; vál., utószó Sári László, ford. Rab Zsuzsa, Sári László; Corvina, Bp., 2020